# Arpaçay su anbarı
Arpaçay su anbarı är en reservoar i Azerbajdzjan.   Den ligger i distriktet Nachitjevan, i den västra delen av landet, 400 kilometer väster om huvudstaden Baku. Arpaçay su anbarı ligger 938 meter över havet. Arean är 2,8 kvadratkilometer. Den sträcker sig 5,0 kilometer i nord-sydlig riktning, och 1,8 kilometer i öst-västlig riktning.
Trakten runt Arpaçay su Anbarı består i huvudsak av gräsmarker. Runt Arpaçay Su Anbarı är det ganska tätbefolkat, med 90 invånare per kvadratkilometer.